# اسماعیل بلمعلم
اسماعیل بلمعلم (انگلیسی: Ismail Belmaalem؛ زادهٔ ۹ آوریل ۱۹۸۸) بازیکن فوتبال اهل مراکش است.
از باشگاه‌هایی که در آن بازی کرده‌است می‌توان به باشگاه ورزشی الوکره، باشگاه ورزشی بنی یاس، باشگاه فوتبال الرجا، و باشگاه ورزشی القطر اشاره کرد.
وی همچنین در تیم ملی فوتبال مراکش بازی کرده‌است.